# GeODin
GeODin – программное обеспечение для автоматизации обработки инженерно-геологических данных.
Программа GeODin предназначена для обработки геологических, инженерно-геологических, экологических данных и создания баз геологической информации. Производитель - компания   FUGRO CONSULT GMBH (Германия),
Применение GeODin: обработка данных полевых и лабораторных испытаний, получения отчетов и графиков. Версия GeODin для карманного компьютера позволяет заносить информацию в поле, а затем переносить её на рабочий компьютер для последующей обработки в полной версии GeODin, что исключает этап переписывания вручную данных с полевого журнала. 
Функциональные возможности GeODin: создание баз данных, формирование геологической колонки скважины, построение геологического разреза, запись, импорт данных, полученных из лаборатории и поля, обработка этих данных, формирование отчета, анализ данных статического и динамического зондирования, взаимодействие GeODin  с другими программами: ArcGIS, ArcView (Геоинформационные системы), встроенный ГИС, Surfer (Поверхности, изолинии), AutoCAD, формирование запросов: возможность делать выборку объектов по заданному критерию из всей базы данных, мониторинг, дополнительные возможности GeODin.